# Manasse ben Israël
Manassé ben Israël ou Manassé ben Yossef ben Yisrael (hébreu : (ישראל בן מנשה), parfois abrégé MB"Y, né sous le nom de Manuel Dias Soeiro à La Rochelle (royaume de France), en 1604 et mort le 20 novembre 1657 à Middelbourg (Zélande), est un rabbin, kabbaliste, écrivain, érudit, diplomate, imprimeur et éditeur sépharade portugais.
Fondateur de la première maison de presse hébraïque, appelée Emeth Meerets Titsma`h, à Amsterdam en 1626, il fut notamment l'ami de Rembrandt.

## Biographie

### Origine et formation
Il naît un an après que ses parents, conversos depuis trois générations, ont été contraints de quitter le Portugal pour fuir l'Inquisition, transitant brièvement par La Rochelle où des Juifs d'ascendance portugaise tentent de s'établir, avant d'arriver à Amsterdam où ils peuvent ouvertement déclarer leur judéité. La ville est un centre important de la vie juive en Europe à cette époque, alors que les Provinces-Unies se trouvent au milieu d'un processus de révolte religieuse contre la domination catholique espagnole tout au long de la Guerre de Quatre-Vingts Ans (1568-1648). 
Manuel Dias Soeiro est élevé dans le judaïsme ; il étudie auprès de (en)Moïse Raphaël de Aguilar et devient, dès 1610, élève du rabbin (en)Isaac Uziel dans la toute fraîche yeshivah d'Amsterdam.

### Parcours
Très versé dans les sciences séculières comme dans la tradition juive, se prenant de passion pour l'imprimerie, il écrit de nombreux ouvrages répondant aux critiques venant de l'intérieur comme de l'extérieur du judaïsme et défend les articles maïmonidiens de la foi, tels que la résurrection des morts ou la nature et l'origine divine de l'âme, dans son Nishmat Haïm. Certains spécialistes pensent qu'il a étudié la kabbale avec Abraham Cohen de Herrera, un disciple d'Israël Saruk ; cela expliquerait sa familiarité avec la méthode d'Isaac Luria.
En 1638, il décide de s'installer au Brésil car il a encore du mal à subvenir aux besoins de sa femme et de sa famille à Amsterdam.

À partir de 1639, il est classé dernier dans la hiérarchie des rabbins, ce qui ne l'empêche pas de connaître un certain succès dans la maison d’édition qu’il a fondée. Selon Maxime Rovère, c’est grâce à ce type d’entreprise qu’Amsterdam devient alors (vers les années 1640) le centre du monde juif lettré.

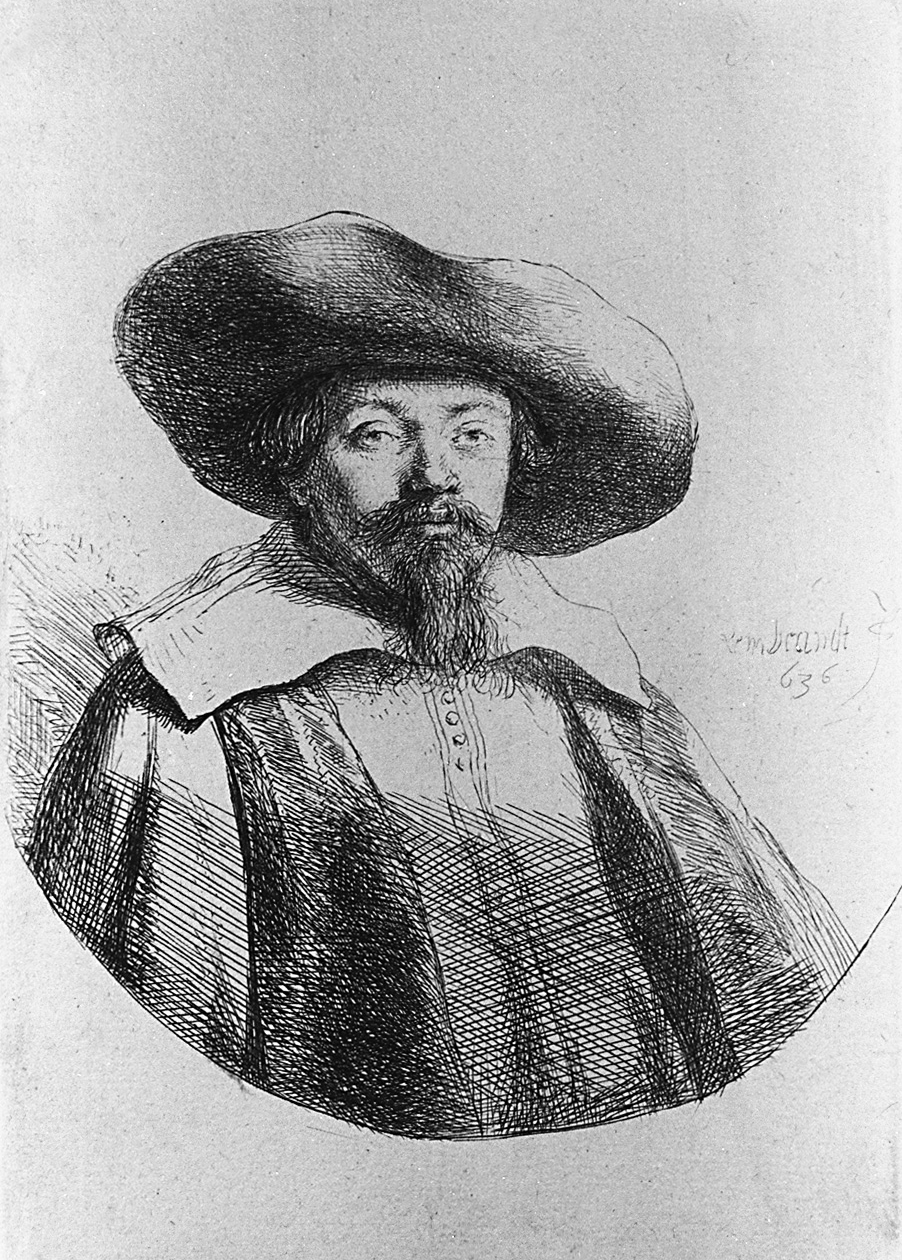
Portrait de Manasse ben Israël par Rembrandt, 1636.

Touché par les idées d'Isaac La Peyrère, un érudit français et calviniste, il est convaincu de la venue imminente du Messie, prenant notamment très au sérieux l'ascendance davidique des Abravanel, dont il est parent. Cependant, le Messie ne viendra que lorsque les Juifs peupleront l'ensemble des pays du monde : or il se trouve que l'Angleterre leur est fermée depuis leur expulsion sous le règne d'Édouard Ier d'Angleterre, en 1290, soit 350 ans plus tôt.
Le peintre Rembrandt consulte ben Israel pour les détails de son tableau La Fête de Balthazar, exécute le portrait de son ami et illustre l'un de ses ouvrages.

Manassé ben Israël est l'auteur d'El Conciliador en 1632, une tentative de concilier les divergences apparentes dans diverses parties de la Bible hébraïque, qui obtient une réputation immédiate, d'Esperança de Israel en 1650 et de Piedra gloriosa, o de la Estatua de Nebuchadnesar, en 1655.
Inspiré par sa rencontre avec (en)Antonio de Montezinos, un voyageur portugais juif séfarade et marrane qui avait voyagé dans le Nouveau Monde, l'Espérance d'Israël de ben Israël porte sur la question du Messie et connaît un grand succès en Angleterre : l'ouvrage vise à soutenir l'idée que certains Indiens seraient issus des dix tribus perdues d'Israël. Traduit à l'adresse du « grand public » d'abord en latin (Mikveh Israel, hoc est Spes Israelis) et en espagnol (Esperança de Israel ) en 1650, sa publication en anglais par un millénariste en 1652 à Londres provoque une grande controverse et des polémiques en Angleterre.
Sans céder aux thèses protestantes se considérant comme un « second Israël », Manassé ben Israël pense tout de même que la venue du Messie est pour bientôt. En témoignent les événements qui marquent son époque : les prophéties catastrophiques annoncent la réalisation de prophéties consolatrices.
En 1651, il se propose de servir Christine, reine de Suède, en tant qu'agent de livres hébraïques. La même année, il rencontre le politicien Oliver St John et ses envoyés en mission pour obtenir une coalition anglo-hollandaise (qui aurait donné aux citoyens hollandais, et donc aux Juifs, le privilège de rester et de travailler en Angleterre). Les Anglais sont impressionnés par son érudition et ses manières, et lui conseillent de demander officiellement la réadmission des Juifs en Angleterre
La Pierre glorieuse, publiée en 1655, est dédiée à l'érudit calviniste Isaac Vossius. Il y est question de la prophétie de Daniel, en particulier de l'image des quatre empires développée dans le 7e chapitre du Livre de Daniel. La question est de savoir quel est le cinquième empire censé se substituer aux quatre premiers, à savoir, aux Babyloniens, aux Perses, aux Grecs et aux Romains. Manassé réfute l'idée que ce cinquième empire soit celui des chrétiens, mais plaide pour l'idée qu'il s'agit des Juifs. Il parvient toutefois à ne pas s'aliéner le monde chrétien et refuse — contrairement à Abravanel — de voir dans le pape le signe du démon (la dixième corne), mais assigne ce rôle à l'Empire ottoman. D'autres prophètes de la Bible hébraïque sont également étudiés dans ce livre.
En novembre 1655, Menassé arrive à Londres afin de convaincre le Lord-protecteur anglais Cromwell de réintégrer les Juifs au royaume. Son séjour est organisé par le pasteur baptiste philosémite millénariste (en)Henry Jessey. Menassé rédige pour l'occasion une « humble adresse » qui est une véritable apologie des Juifs, où il présente les nombreux cas, d'Antipater (prince iduméen converti à l'époque des hasmonéens, et ayant manœuvré pour amener Rome en Judée) à Juan Hanassi Mendès (également connu sous le nom de Joseph Nasi, lui aussi ancien converso portugais devenu duc de Naxos), où les Juifs ont été utiles aux princes. De plus, les Juifs étant dépourvus de pays, ils contribuent à enrichir leur terre d'accueil. Pendant son absence des Provinces-Unies, les rabbins d'Amsterdam ont « excommunié » son ancien élève, Baruch Spinoza. À Londres, Menasseh publie donc ses Humble Addresses to the Lord Protector, mais son effet est affaibli par la publication de Short Demurrer du juriste puritain William Prynne. Bien que Cromwell ait été favorablement impressionné par les conversos plus ou moins discrets installés en Angleterre, Manassé ben Israël rentre bredouille de sa mission. 
Cependant, Cromwell convoque la conférence de Whitehall en décembre de la même année, qui réunit d'éminents marchands , ecclésiastiques et avocats afin de débattre de la réadmission des Juifs en Angleterre . La conférence n'aboutit pas mais permet de clarifier que la réinstallation n'enfreint pas la loi donc est légalement autorisée. Cependant, son intervention provoque aux Provinces-Unies une politique d'intégration rapide des Juifs, et, en 1656, Cromwell accepte de facto les crypto-Juifs sur son territoire. 
Lorsque William Prynne et d'autres attaquent les Juifs, Menasseh écrit son œuvre majeure en réponse, Vindiciae judaeorum ou, Lettre en réponse à certaines questions posées par un noble et savant gentilhomme : touchant les reproches jetés sur la nation des Juifs ; où toutes les objections sont franchement et pourtant complètement dissipées (1656).

### Fin de vie
En février 1657, Cromwell accorde à ben Israël une pension d'État de 100 £, mais qu'il ne pourra jamais en profiter. Pendant un voyage en Angleterre, Manassé perd son fils Samuel, qui tombe malade et meurt subitement, le 10 septembre 1657. Manassé avait déjà perdu son premier fils, Joseph, mort à l’âge de vingt ans dans un naufrage. Rovère raconte que, juste après l’enterrement de son fils Samuel, Manassé tombe malade à son tour, et meurt, ruiné, le 20 novembre 1657 (14 Kislev 5418), aux Pays-Bas.
Sa tombe se trouve dans le Beth Haim d'Ouderkerk aan de Amstel où la pierre et la stèle funéraires sont restées intactes.

## Descendance
L'épouse de Menasseh, Rachel, est une descendante de la famille Abarbanel et Menasseh a eu trois enfants avec elle. Selon la légende familiale, les Abarbanel sont des descendants du roi David, et il était fier de l'ascendance davidique de ses enfants.  
Les deux fils de Menasseh sont morts avant leur père. Le fils aîné de Menasseh est Samuel Abarbanel Soeiro, également connu sous le nom de Samuel Ben Israel, qui travaillait comme imprimeur et assistait son père dans ses affaires en Angleterre. Il est mort en 1657. Le plus jeune fils de Menasseh, Joseph, est mort à l'âge de 20 ans, en 1650, lors d'un voyage d'affaires désastreux en Pologne. Menasseh a également eu une fille, Gracia, née en 1628, qui a épousé Samuel Abarbanel Barboza en 1646 et est morte en 1690. 
Le sculpteur américain Moses Jacob Ezekiel affirme dans son autobiographie être un descendant de Menasseh Ben Israel mais le fait n'est pas confirmé.